# 达森多夫
达森多夫（德語：Dassendorf）是德国石勒苏益格－荷尔斯泰因州的一个市镇。总面积7.95平方公里，总人口3107人，其中男性1545人，女性1562人（2011年12月31日），人口密度391人/平方公里。